# Juzhen tang
Juzhen tang es una editorial china establecida en Pekín a partir de 1840 y especializada en la impresión de literatura clásica y novelas de ficción. Creada por un abanderado del Departamento de la Casa Real de la dinastía Qing, su actividad origina el auge de la publicidad literaria en China, con la difusión de obras a nivel individual y colectivo que incluyen al final de cada ejemplar una lista con el resto de textos impresos por la editorial, aparte de la promoción realizada en boletines y periódicos, como ya realizaba por entonces la editorial Shenbao guan en Shanghái. De esta forma, el lector tenía presente ante sus ojos, a vuelta de página, sugerencias para próximas lecturas.

## Estilo
La producción del editor chino vio la luz en tres lenguas distintas: chino, manchú y sinomanchú (combinación de ambas). Esto se explica por el origen manchú (de la región nordeste de Manchuria) de la dinastía Qing. Los textos populares eran impresos en la lengua utilizada para su escritura, y ante las traducciones complejas se optaba por el sino-manchú, dedicado principalmente a obras antiguas. El chino era predominante a la hora de editar clásicos de la literatura china.
En cuanto a la impresión, Juzhen tang utilizaba la xilografía para los títulos en chino y sino-manchú, en especial para los clásicos, y apostaba por los tipos móviles de madera y de plomo para las obras populares, con independencia del idioma reflejado, buscando el contacto y la calidad de la impresión antigua. Esta variedad de modalidades determina la búsqueda de una producción artística distinguida, que solo abarcaba los límites territoriales de la capital.

## Obras
Entre las ediciones más vendidas en Pekín destacan Sueño en el pabellón rojo, de la escritora Gu Taiqing; Ernü yingxiong zhuan (Biografía de los niños héroes), del escritor Wen Kang, y Zhonglie xiayi zhuan/Sanxia wuyi (Biografía caballeresca valiente/Tres héroes y cinco galanes).
Sueño en el pabellón rojo y Biografía de los niños héroes comparten origen manchú, pues fueron las dos últimas novelas a relucir escritas en la lengua de procedencia de la monarquía reinante. Pero la identidad manchú de Gu Taiqing y Wen Kang no se explicita en las biografías que introducían sus obras, publicadas en tiempos de decadencia y de oposición a la dinastía Qing a finales del siglo XIX.